# Karpatenbergerebia
De karpatenbergerebia (Erebia sudetica) is een vlinder uit de onderfamilie Satyrinae, de zandoogjes en erebia's.
De voorvleugellengte van de karpatenbergerebia is 16 tot 17 millimeter. De vleugels hebben aan de bovenzijde een bruine grondkleur. Op beide vleugels bevindt zich een oranje zoomveld met zwarte puntjes. 
Als waardplant gebruikt de karpatenbergerebia vooral gewoon reukgras, maar ook andere grassen. De rups overwintert.
De soort komt voor in bloemrijke graslanden op berghellingen. Natte graslanden met hoge begroeiing worden geprefereerd, maar ook op droge graslanden kan de soort voortleven. De soort is te vinden rond de boomgrens, op 1200 tot 2000 meter boven zeeniveau. De soort komt in enkele kleine los van elkaar gelegen gebieden: In Frankrijk in de Monts du Cantal en de Franse Alpen, in Midden-Zwitserland bij Grindelwald, in Roemenië met een grote populatie in de westelijke en een kleine in de zuidelijke Karpaten en in Tsjechië in de Sudeten. In Polen is de soort vermoedelijk uitgestorven.
De soort kent één jaarlijkse generatie. De vlinder vliegt in juli en augustus.